# گرجی‌بیان
گرجی‌بیان، روستایی از توابع بخش مرکزی شهرستان سنقر در استان کرمانشاه ایران است.پایتخت سنقر کلیایی،معروف به روستای سالمی ها

## جمعیت
این روستا در دهستان گاورود قرار دارد و براساس سرشماری مرکز آمار ایران در سال ۱۳۸۵، جمعیت آن ۴۶۹ نفر (۱۰۲خانوار) بوده‌است.